# Rhabdoweisiaceae
Rhabdoweisiaceae  es una familia de musgos perteneciente al orden Dicranales.
Según The Plant List comprende 2 géneros con 30 especies descritas y de estas, solo 13 aceptadas.

## Taxonomía
La familia fue descrita por Karl Gustav Limpricht y publicado en Die Laubmoose Deutschlands, Oesterreichs und der Schweiz 1: 271. 1886. El género tipo es: Rhabdoweisia

## Géneros
Según The Plant List
- Rhabdoweisia
- Rhabdoweisiella

Según NCBI
- Amphidium
- Arctoa
- Cynodontium
- Dichodontium
- Dicranoweisia
- Glyphomitrium
- Holodontium
- Kiaeria
- Oncophorus
- Oreas
- Oreoweisia
- Rhabdoweisia
- Symblepharis[3]